# روجر ميلر
روجر ميلر (بالإنجليزية: Roger Miller) (و. 1936 – 1992 م) هو مغني، ومغن مؤلف، وملحن، وموسيقي، وشاعر غنائي، وممثل، من الولايات المتحدة الأمريكية، ولد في فورت وورث، تكساس، توفي في لوس أنجلوس، عن عمر يناهز 56 عاماً بسبب سرطان المريء، وسرطان الرئة، وسرطان الحنجرة.

## الخدمة العسكرية
خدم في القوات البرية للولايات المتحدة.

## وصلات خارجية
- روجر ميلر على موقع IMDb (الإنجليزية)
- روجر ميلر على موقع ميوزك برينز (الإنجليزية)
- روجر ميلر على موقع قاعدة بيانات برودواي على الإنترنت (الإنجليزية)
- روجر ميلر على موقع إن إن دي بي (الإنجليزية)
- روجر ميلر على موقع أول ميوزيك (الإنجليزية)
- روجر ميلر على موقع ديسكوغز (الإنجليزية)
- روجر ميلر على موقع قاعدة بيانات الفيلم (الإنجليزية)